# Alma Duncan
Alma Mary Duncan (2 octobre 1917 - 15 décembre 2004) était une peintre, graphiste et cinéaste originaire de Paris en Ontario. Artiste prolifique, elle maîtrise une variété de techniques, dont le fusain, les pastels secs, l'encre, l'aquarelle, l'huile, le film et les marionnettes. Au cours de sa carrière, Alma Mary Duncan se renouvelle constamment et touche tour à tour au portrait, au dessin représentatif minutieux, à l'esthétique de la machine, et à l'abstraction

## Enfance
Alma Duncan nait dans la petite ville de Paris, au sud de la province de l'Ontario. Elle fait ses études secondaires à Hamilton, en Ontario, ainsi qu'à Montréal , au Québec. Son père, John Duncan, est ingénieur pour une entreprise de textile. Très jeune, Alma est exposée aux fabriques de textile, ce qui aura une incidence sur son intérêt pour les motifs et sur son penchant pour les combinaisons de réalisme et d'abstraction caractéristiques de ses créations ultérieures. Surtout autodidacte, adolescente, Alma Duncan étudie cependant avec le peintre canadien Sheriff Scott. De 1936 à 1943, elle met ses talents en dessin au profit d'un bureau de graphisme publicitaire où elle illustre des catalogues de vente par correspondance. Ses créations révèlent la précision caractéristique qui viendra éclairer ses autres œuvres, notamment les dessins anatomiques qu'elle crée alors à l'Université McGill où elle étudie la politique économique. Au début de sa carrière, Alma Duncan continue de s'inscrire à des cours de dessin d'après modèles et de portraits avec Ernst Neumann à l'école d'art Roberts-Neumann, qui se trouve dans le même édifice que le bureau de graphisme qui l'emploie, ainsi qu'avec Goodridge Roberts, à la Société des arts de Montréal, précurseure du Musée des beaux-arts de Montréal. Pendant cette période, Alma Duncan participe régulièrement à l'exposition de printemps de la Société des arts de Montréal. En 1941, elle se joint à d'autres artistes montréalais de renom sur le conseil d'administration de la branche québécoise de la Fédération des artistes canadiens (en) (FCA) et elle participe à leur premier colloque à l'Université Queen's, à Kingston, en Ontario, où se rencontrent 150 artistes, commissaires et membres de la communauté artistique.

## Travail de guerre
En 1943, la même année où elle est trésorière pour le Writers', Artists' and Broadcasters' War Council à Montréal (Conseil de guerre des auteurs, artistes et radiodiffuseurs), on accorde à Alma Duncan le droit de documenter, à l'aide d'esquisses, les vies des travailleurs de guerre et des membres du Service féminin de l'armée canadienne (en). Plusieurs de ces œuvres font aujourd'hui partie de la Collection d'art militaire Beaverbrook © du Musée canadien de la guerre,,. Ces croquis de machines engendrent, chez Alma Duncan, un intérêt à vie pour le dessin de sujets industriels, l'inspirant même, alors qu'elle travaillait au département d'animation de l'Office national du film, à demander un congé en 1947 afin de parcourir l'Ontario pour esquisser en milieu industriel.

## Œuvre cinématographique
En 1943, l'Office national du film du Canada invite Alma Duncan à se joindre à sa division graphique. Elle travaille d'abord pour l'Information Display Department (Service d'exposition d'information) et y dessine des affiches, des publications et des expositions itinérantes pour les projets de l'Office national du film. Elle est par la suite mutée au Studio d'animation lorsque la division graphique est dissoute. Liée par contrat à l'ONF comme réalisatrice autonome, elle réalise son premier film, Fantaisie folklorique, montré en 1951 au Festival international du film d'Édimbourg.C'est également en 1951 qu'Alma Duncan et sa partenaire de longue date, la photographe Audrey McLaren, fondent la société de production Dunclaren Productions. Leur premier film, Kumak le chasseur somnolent, produit en 1953, raconte une légende inuite à l'aide de marionnettes et une technique d'animation image par image,. Le film est sélectionné pour un prix BAFTA en 1954 dans la catégorie documentaire. Elles réalisent deux autres films, L'amour pas-à-pas, en 1955, qui reprend les mêmes techniques d'animation employées pour Kumak; et Échange amical, produit en 1959, réalisé à partir de dessins à la craie. Quoique jamais formellement dissoute, leur société de production cesse toute activité après 1960. Cette même année, Alma Duncan cesse de produire des films d'animation pour se consacrer au dessin et à la peinture. Ses œuvres prennent à cette époque une tournure de plus en plus abstraite bien qu'elle s'inspire de son entourage naturel.

## Mi-carrière
C'est à partir des années 1960 qu'Alma Duncan commence à explorer l'abstraction, notamment avec la Série femmes dans laquelle elle déconstruit la figure féminine qu'elle représente en formes circulaires. Certaines œuvres de cette série sont présentées lors de l'exposition Aquarelles, estampes et dessins canadiens, 1966 à la Galerie nationale du Canada (aujourd'hui le Musée des beaux-arts du Canada) puis elles circulent partout au pays et à l'international, acquises ou exposées, entre autres, par le Brooklyn Museum, la Banque d'art du Conseil des arts du Canada, et le Musée London (en). Son travail correspond au mouvement de libération sexuelle associée à la deuxième vague féministe, et reflète ces valeurs quoiqu'Alma Duncan ne s'identifie pas ouvertement comme féministe à l'époque. La même année qu'elle crée sa Série femmes, Alma Duncan produit des œuvres composées de points d'encre avec comme sujet des corps célestes de formes circulaires simples. En 1966, en plein milieu de son exploration de l'abstraction, Alma Duncan se joint à la Société canadienne des arts graphiques. Particulièrement fascinée par les œuvres des membres du Groupe des onze et par l'expressionnisme abstrait, Alma Duncan révèle ces influences dans sa série d'œuvres, créée en 1967, exprimant formes et couleurs pures.

## Poste Canada
En 1970, Poste Canada demande à Alma Duncan de dessiner des timbres-poste. Elle produit alors la série Feuille d'érable aux quatre-saisons, sortie en 1971, puis la série Aérogrammes floraux, sortie en 1973. Son timbre « Automne  », de la série Feuille d'érable aux quatre saisons (voir image à droite), est sélectionné timbre du mois par le Scott Monthly Journal (périodique mensuel Scott), une revue produite par les créateurs du Scott catalogue qui répertorie les timbres-poste émis partout au monde,,.

## Les dernières années
Jusqu'à sa mort en 1960, Alma Duncan se dévoue à la peinture et au dessin depuis sa résidence, près de Cumberland (en), en Ontario. Elle conserve également son intérêt pour les sujets industriels, né avec son travail pendant la Seconde Guerre mondiale. En 1987, la Galerie Robert McLaughlin, à Oshawa en Ontario, organise une exposition rétrospective itinérante de ses dessins de sujets industriels. Également fascinée par le Grand Nord canadien, Alma Duncan y passera deux mois en 1975 afin d'esquisser sur l'île de Baffin et sur l'île d'Ellesmere. En 1974, Alma Duncan devient membre du conseil de l'ATAI Arctic Creative Development Foundation ; en 1976, elle se joint au Conseil canadien de gravure et de dessin ; puis, en 1978, elle fait partie du Front des artistes canadiens. Plus tard, Alma Duncan enseignera, notamment à l'Université Laval et au Collège Macdonald au Québec où elle donne le cours « Représentation visuelle d'idées » ; au Advertising Club de Montréal, puis à l'Association de la Galerie nationale, où elle donne des conférences ayant comme thème « L'art de l'animation » ; à l'Ottawa Municipal Art Centre, aujourd'hui l'École d'art d'Ottawa (en) où elle obtient un poste de trois ans pour y enseigner le dessin et la peinture ; au club d'art de l'école Rockliffe Public School où elle donne des cours de dessin et de peinture ; et à l'Association de la Galerie nationale où elle donne une conférence sur l'art du collage. Parmi ses étudiants se trouve la graveuse Betty Davison (en).
Alma Duncan s'éteint le 15 décembre 2004 des suites de l'Alzheimer dont elle était atteinte depuis près de 10 ans.